# Coeficient de caixa
El coeficient de caixa, encaix bancari, coeficient legal de reserves o coeficient de reserves, indica el percentatge del diners d'un banc que ha de ser mantingut en reserves líquides i, per tant, sense que pugui ser usat per invertir o fer préstecs. Les autoritats monetàries de cada país estableixen un coeficient mínim de reserves que totes les entitats financeres han de complir. En alguns casos, les entitats financeres poden col·locar per sobre del mínim fixat legalment.
Els bancs no guarden els diners dipositats en ells, ja que mantenir els fons immobilitzats a les seves instal·lacions no és rendible, per això tot banc pren tots els diners dipositats i ho intenta invertir, bé mitjançant crèdits, invertint en valors (borsa) o en deute (bons). Evidentment, un banc no pot invertir tots els dipòsits que els estalviadors li lliuren, ja que això podria produir fallades de liquiditat o fallides de les institucions; per impedir aquestes situacions (entre altres motius) la normativa dictada pel banc central els obliga a mantenir un percentatge dels dipòsits en el seu poder. El coeficient de caixa (c) és una proporció entre els actius del sistema bancari o reserves (ACSB) i els dipòsits lliurats pels estalviadors al banc (D) 
C = ACSB/D
Això vol dir que un coeficient d'un 2% (habitual a la zona Euro avui en dia) significa que per cada 100 que es dipositen en estalvis en una entitat, aquesta manté 2 com a reserves legals (ACSB) i té la capacitat d'invertir o concedir crèdits per valor de 98.
Les reserves no es corresponen necessàriament amb els diners que els bancs guarden en les seves caixes fortes (reserves de caixa) que és un valor addicional, ja que de fet un banc no pot lliurar les reserves quan els clients retiren moneda dels dipòsits. Les reserves habitualment estan dipositades al banc central, i els bancs addicionalment mantenen un percentatge molt menor de reserves de caixa.
La finalitat de les reserves és garantir la solvència a curt termini dels bancs (evitar la fallida del sistema bancari, com els crac del 29 o el corralito de l'Argentina) i impedir la multiplicació dels fons d'una manera descontrolada.

## El coeficient de caixa en el món

### Països de la zona euro
El Banc Central Europeu fixa per a tots els països de la zona euro unes reserves mínimes que han de complir totes les entitats financeres, que es calcula multiplicant el coeficient de reserves de cada categoria de passiu, que és, per tant, diferent en cada tipus de dipòsit, pel saldo dels passius esmentats.
- Dipòsits a la vista, a termini no superior a dos anys o disponibles amb preavís inferior o igual a dos anys. Valors de renda fixa amb venciment inferior o igual a dos anys. Instruments del mercat monetari: Coeficient de caixa del 2%.
- Dipòsits a termini superior a dos anys, disponibles amb preavís superior a dos anys o cessions temporals. Valors de renda fixa amb venciment superior a dos anys: Coeficient de caixa del 0%.
- Passius enfront d'altres entitats subjectes al sistema de reserves mínimes de l'Eurosistema o davant el BCE i als bancs centrals nacionals: Exclosos de la base de reserves.

### Veneçuela
En Veneçuela, el coeficient de caixa o encaix legal està disposa l'article n ° 48 i següents de la Llei del Banc Central de Veneçuela. El coeficient de caixa és del 17%. d'aquesta manera un banc està obligat a guardar un 17%, per tots els dipòsits que té i per totes les operacions que realitzi, és a dir de tot el seu capital.

### Estats Units
En Estats Units, a partir de 2006, el coeficient de caixa és del 10% per als dipòsits a la vista (component de l'oferta de diners M1) i del 0% per als dipòsits a termini i en els altres dipòsits.

## Ús com a mecanisme de control de la quantitat de diners
El coeficient de caixa (c) és un dels paràmetres de política monetària que fan servir els bancs centrals per controlar la quantitat de diners del mercat. La manipulació es pot fer de dues maneres:
- Si s'augmenta, els bancs hauran de guardar més diners i, per tant, hi haurà menys en circulació. És una política restrictiva .
- Si es redueix, els bancs poden prestar més. Segons els monetaristes, hi haurà més empresaris que prenguin un préstec per fer una inversió, per tant serveix com política expansiva de l'economia.

En realitat, rarament els bancs centrals de països desenvolupats fan modificacions del coeficient de caixa, ja que aquestes variacions suposen canvis bruscos allunyats dels interessos dels bancs centrals.
Sí que és molt rellevant la manera com el coeficient de caixa impacta en el multiplicador dels diners. Abans de veure un petit exemple, hem de definir un altre coeficient: el coeficient d'efectiu en mans del públic (i). Aquest coeficient és igual a:
{\displaystyle i=EMP/D}
Sent EMP la quantitat de diners moneda que tenen les persones en el seu poder i D el total dels dipòsits bancaris lliurats pels estalviadors en els bancs. En l'economia europea i està proper al 10%.

## Exemple
Vegem un exemple de com es multiplica els diners per efecte del sistema bancari. En aquest exemple i = 20% ic = 10% (per simplificar).
Un futbolista rep 96 d'un espot realitzat a París, així que porta els diners a Espanya, com i = 20%, es queda 16 per les seves despeses i ingressa 80 en el banc (16/80 = 20%).
|      | EMP | D  | ACSB | C |
| ---- | --- | -- | ---- | - |
| 1 .- | 16  | 80 |      |   |

El banc immediatament troba tot el que pot en crèdits, com c = 10, ha de mantenir 8 a caixa (ACSB) i presta la resta a un periodista esportiu (per exemple). Aquest, al seu torn, seguint el mateix procediment, es queda 13,3 i diposita en el banc 66,6 . Es repeteix el cicle de reserva i Crèdits.
|      | EMP  | D     | ACSB | C     |
| ---- | ---- | ----- | ---- | ----- |
| 1 .- | 16   | 80    | 8    | 72    |
| 2 .- | 12   | 60    | 6    | 54    |
| 3 .- | 9    | 45    | 4,5  | 40,5  |
| 4 .- | 6,75 | 33,75 | 3,38 | 30,38 |

Es pot observar que els diners (EMP+D) s'ha incrementat després de 4 moviments, des dels 96 inicials fins (16+80+12+60+...) = 262,5 . Si continuéssim, el màxim teòric arribaria als 384 (96 * (i+1)/(i+c)). Si el públic no es quedés amb diners metàl·lic en mà (i = 0%), o sigui, tot estigués en dipòsits (D), el màxim teòric aconseguiria els 960 (96/c).
Aquest efecte es coneix com a multiplicador dels diners, i és la raó del control que realitza el Banc Central sobre el coeficient de caixa, que és un paràmetre fonamental per determinar la quantitat de diners, la inflació i l'endeutament.